# 得土安

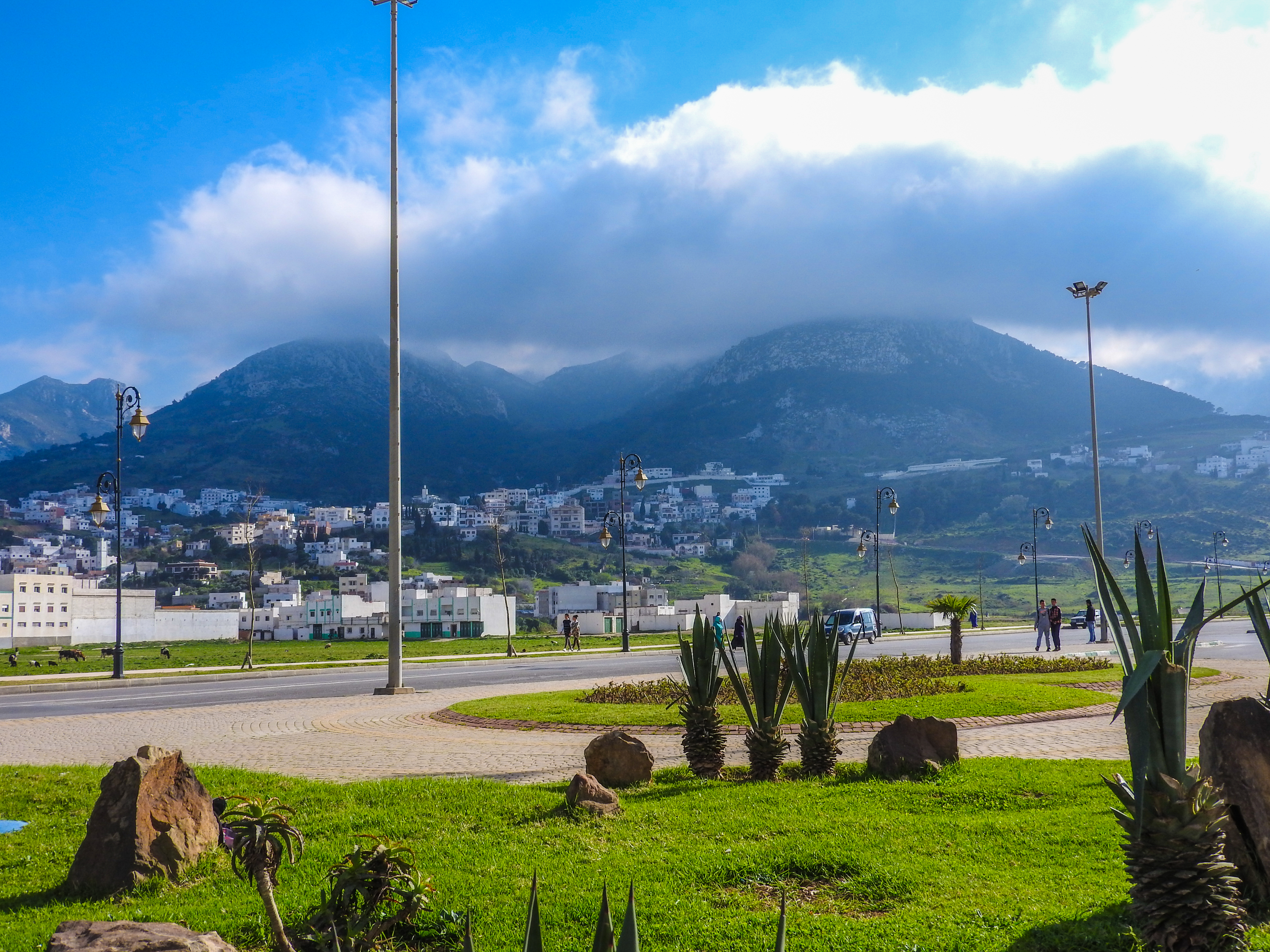
得土安

得土安（阿拉伯语：تطوان），又译作提塔万，摩洛哥北部一城市，是目前摩洛哥在地中海沿岸唯一实际控制的港口，位于直布罗陀海峡南岸，丹吉尔东南60公里。在1912年至1956年得土安是西屬摩洛哥的首府。
得土安人口为320,539人（2004年）。1997年老城列入联合国教科文组织世界遗产名录，登录名称为Tétouan。
得土安的城池是14世纪时马林王朝苏丹阿布·萨比特·阿米尔为了进攻休达而修建的。

## 登录基准
该世界遗产被认为满足世界遺產登錄基準中的以下基準而予以登錄：
- （ii）在某期间或某种文化圈里对建筑、技术、纪念性艺术、城镇规划、景观设计之发展有巨大影响，促进人类价值的交流。
- （iv）关于呈现人类历史重要阶段的建筑类型，或者建筑及技术的组合，或者景观上的卓越典范。
- （v）代表某一个或数个文化的人类传统聚落或土地使用，提供出色的典范－特别是因为难以抗拒的历史潮流而处于消灭危机的场合。